# Mikko Kozarowitzky
Michael "Mikko" Kozarowitzky, född 17 maj 1948 i Helsingfors, är en finländsk racerförare.

## Racingkarriär
Kozarowitzky gjorde två försök att kvalificera sig till formel 1 för RAM säsongen 1977, men han misslyckades vid båda tillfällena. 

## F1-karriär
| Säsong | Stall/Tillverkare | Poäng | Placering |
| ------ | ----------------- | ----- | --------- |
| 1977   | RAM (March-Ford)  | 0     | –         |